# Burg Trendel
Die Burg Trendel ist eine abgegangene hochmittelalterliche Höhenburg auf 469,3 m ü. NHN, die sich einst unmittelbar südwestlich von Trendel auf einem Bergrücken erhob. Der heutige Burgstall befindet sich in etwa 400 Meter Entfernung von der Ortsmitte von Trendel in der Gemeinde Polsingen im Landkreis Weißenburg-Gunzenhausen in Bayern, Deutschland. Die kleine Gipfelburg war der frühere Sitz des Ortsadels, später zogen sie dann auf das Schloss Trendel um. Heute sind von dem als Bodendenkmal geschützten Objekt nur noch kaum erkennbare Reste sichtbar.

## Geschichte
Die Herren von Trendel wurden 1150 erstmals urkundlich erwähnt, sie dienten den Bischöfen von Eichstätt. Sie errichteten die Burg und den Ort Trendel während des 12. Jahrhunderts, daneben legten sie auch den in westlicher Richtung gelegenen Weiler Mäuskreut an. Die Burg und das Dorf kamen nach dem Aussterben der Ortsherren von Trendel an die Grafen von Oettingen. Sie gaben ihren neuen Besitz zu Lehen aus. Später war die Burg nicht mehr bewohnt und verfiel während des 14. Jahrhunderts. Späterer Sitz des Ortsadels war dann das unmittelbar nördlich gelegene Schloss Trendel.

## Beschreibung
Der Burgstall liegt auf einer nach allen Seiten nur wenig steil abfallenden Erhebung, auf der die Flurbezeichnungen „In der Burg“ und „Burggarten“ liegen. Auf dem von landwirtschaftlicher Nutzung überformten Berghügel sind nur noch sehr wenige Spuren der Burg erhalten, der nach Norden abfallende Hang des Berges wurde künstlich versteilt, im Norden und im Westen befindet sich zudem noch eine Terrasse, die von der Befestigung der Burg stammt. Auch die Stelle eines Bergfriedes oberhalb eines Weihers ist noch zu erkennen.